# Endropiodes abjecta
Endropiodes abjecta är en fjärilsart som beskrevs av Butler 1879. Endropiodes abjecta ingår i släktet Endropiodes och familjen mätare. Inga underarter finns listade i Catalogue of Life.